# Merih Demiral
Merih Demiral (Karamürsel, 5 marzo 1998) è un calciatore turco, difensore dell'Al-Ahli e della nazionale turca.

## Caratteristiche tecniche
È un difensore centrale (impiegabile all'occorrenza anche come terzino destro) che ha nell'aggressività e nell'istintività alcune tra le maggiori peculiarità del suo bagaglio tecnico: queste, in particolare, gli permettono di farsi valere nell'anticipo e in fase di marcatura preventiva. Abile anche nel gioco aereo, eccelle nel liberare l'area di rigore dai cross avversari. La stazza fisica non ne pregiudica la velocità sulla media distanza, potendo così esibirsi in recuperi in seconda battuta; la stessa mole gli gioca a favore, quando non si ritrova in possesso del pallone, nel disturbare i movimenti dell'avversario. Mostra inoltre intelligenza tattica nel prevedere lo sviluppo dell'azione e prendere le dovute contromisure.

## Carriera

### Club

#### Gli inizi, Alanyaspor e Sassuolo
Cresciuto nel settore giovanile del Fenerbahçe, in cui fa il proprio ingresso nel 2011, nel 2016 si trasferisce all'Alcanenense. Dopo sei mesi trascorsi con la piccola società portoghese, nel gennaio 2017 viene ceduto in prestito allo Sporting Lisbona B, che poi lo riscatta al termine della stagione. Nell'estate 2018 torna temporaneamente in patria, passando a titolo temporaneo all'Alanyaspor, in Süper Lig. Viene schierato titolare già nella terza partita di campionato, match vinto per 1-0 contro il Göztepe, e il successivo 17 settembre realizza l'unica rete con gli arancioverdi, quella del decisivo 1-0 al Trabzonspor.
Nel gennaio 2019 il cartellino del giocatore viene riscattato interamente dall'Alanyaspor, che nella stessa sessione di mercato lo cede in prestito, con obbligo di riscatto, al Sassuolo. Debutta in Italia il successivo 24 febbraio, giocando da titolare la gara casalinga contro la SPAL pareggiata per 1-1; quindi realizza i suoi primi gol in Serie A al Chievo, diventando il primo difensore turco a segnare nel massimo campionato italiano, nella sfida interna del 4 aprile, siglando una doppietta nella partita vinta per 4-0.

#### Juventus
Nel luglio 2019 viene ingaggiato alla Juventus, che lo acquista per 18 milioni di euro. Fa il suo esordio in maglia bianconera il successivo 21 settembre, nel 2-1 casalingo di campionato sul Verona; per il debutto in Champions League deve invece attendere l'11 dicembre, nel successo juventino per 2-0 sul campo del Bayer Leverkusen. Il 12 gennaio 2020 sigla la prima rete in maglia juventina, sbloccando il risultato nella vittoria di campionato 2-1 sul terreno della Roma: tuttavia nella stessa gara, l'apice di un positivo inizio di stagione che gli era valsa la fiducia dell'allenatore Maurizio Sarri, rimedia anche un grave infortunio al ginocchio sinistro (lesioni al legamento crociato anteriore e al menisco) che lo tiene in infermeria i successivi sette mesi. In un campionato sui generis poiché dilatatosi fino all'estate, per via dello stop primaverile dettato dalla sopraggiunta pandemia di COVID-19, Demiral rientra in campo il 1º agosto giusto in tempo per l'ultima gara in calendario, a Scudetto ormai acquisito, il primo della carriera per il difensore.
Nella stagione 2020-2021, ristabilitosi dall'infortunio, è chiamato in causa con più frequenza e, agli ordini del nuovo tecnico Andrea Pirlo, contribuisce ai successi bianconeri in Supercoppa italiana e Coppa Italia; tuttavia, incapace di sovvertire le gerarchie della retroguardia juventina e insoddisfatto del minutaggio riservatogli nel biennio torinese, nell'estate seguente il difensore spinge per la cessione.

#### Atalanta e Al-Ahli

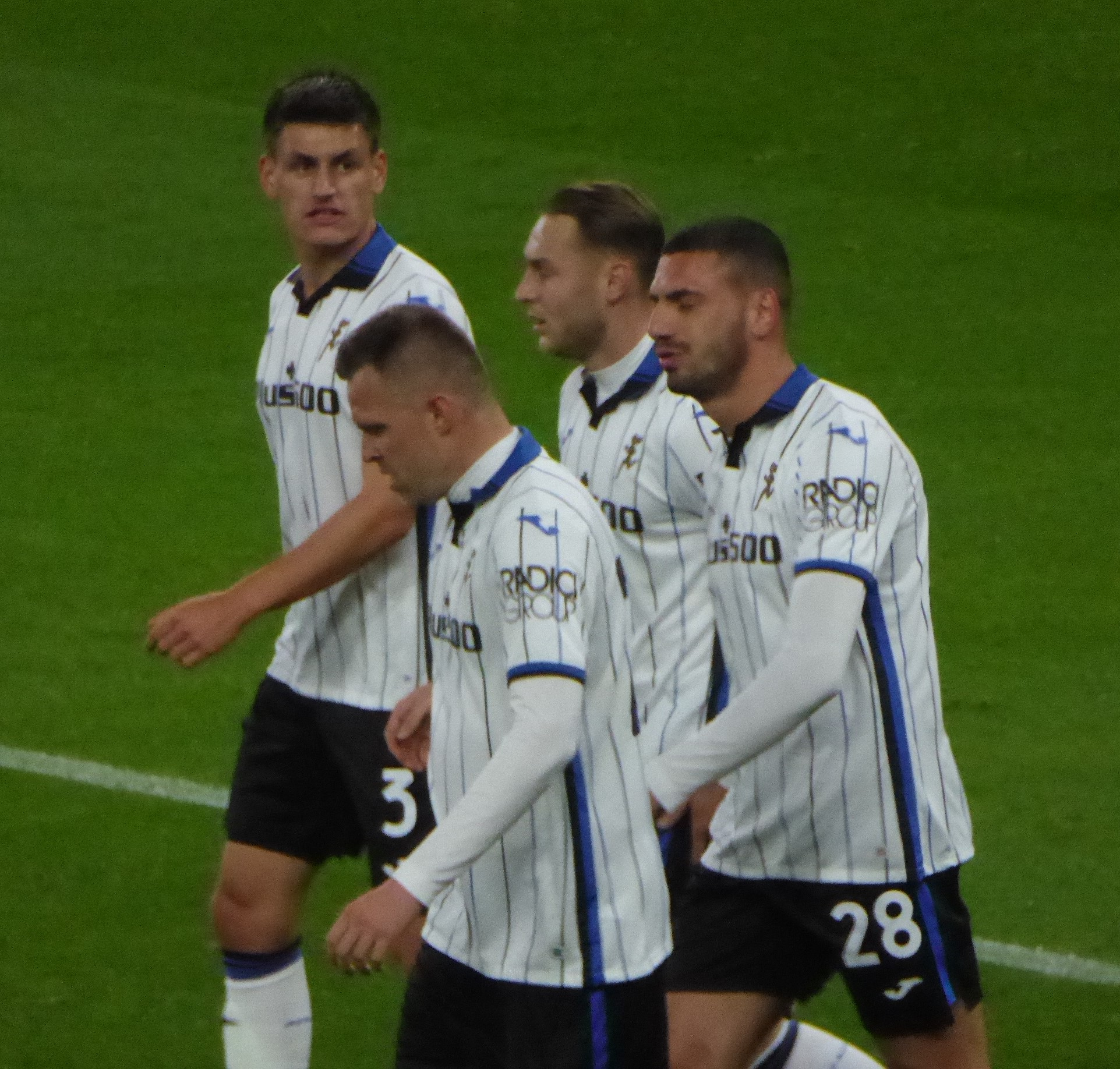
Demiral (a destra) con alcuni compagni di squadra dell'Atalanta nella trasferta di UEFA Champions League all'Old Trafford del 20 ottobre 2021

Il 6 agosto 2021 viene dirottato in prestito, con diritto di opzione, all'Atalanta. Esordisce con i bergamaschi il 21 dello stesso mese, al debutto in campionato, nella vittoria 2-1 sul campo del Torino. Il successivo 20 ottobre segna la sua prima rete con gli orobici, quella del parziale 0-2 nella trasferta di Champions League poi persa per 3-2 contro il Manchester Utd; si tratta anche del suo primo gol in assoluto nella massima competizione europea. Il 4 dicembre dello stesso anno segna anche il primo gol in campionato con gli orobici, quello del momentaneo 2-2 nella partita poi vinta per 3-2 sul campo del Napoli. Al termine della stagione, il 17 giugno 2022 l'Atalanta esercita l'opzione sul difensore acquistandolo a titolo definitivo.
Il 19 agosto 2023, dopo due stagioni a Bergamo e dei problemi col tecnico dei nerazzurri Gian Piero Gasperini, viene ceduto a titolo definitivo per 18 milioni di euro all'Al-Ahli, squadra della Saudi Professional League.

### Nazionale
Ha giocato in tutte le nazionali giovanili turche, esordendo con l'Under-21 il 10 novembre 2016, in occasione dell'amichevole persa 1-0 contro la Germania.
Il debutto in nazionale maggiore avviene il 20 novembre 2018, nell'amichevole pareggiata per 0-0 contro l'Ucraina, in cui rimpiazza Mert Müldür all'85'. Nel corso delle qualificazioni al campionato d'Europa 2020 diventa stabilmente titolare nella retroguardia turca: selezionato nel giugno 2021 per la fase finale della suddetta competizione, posticipata di dodici mesi a causa della pandemia di COVID-19, nella gara inaugurale a Roma contro l'Italia è suo malgrado autore dell'autogol che sblocca il risultato, nella sconfitta 0-3 dei suoi. Il 13 novembre 2021 segna il suo primo gol in nazionale, nel successo per 6-0 contro Gibilterra.
Convocato dal selezionatore Vincenzo Montella per il campionato d'Europa 2024, il 2 luglio, nella partita degli ottavi di finale contro l'Austria, segna la sua prima doppietta in nazionale, decisiva per il passaggio del turno.

## Controversie
Nel corso della carriera, Demiral si è fatto notate anche per l'esibizione in campo di controversi gesti ultranazionalisti.
Nell'ottobre 2019, come altri suoi compagni di nazionale, anche Demiral ha espresso pubblicamente il suo sostegno verso l'offensiva turca nella Siria nordorientale, al contrario condannata da gran parte della comunità internazionale: una presa di posizione vista, in patria e presso simpatizzanti turchi, come segno di patriottismo, e invece tacciata, da critici e sostenitori della causa curda, di essere un endorsement verso le politiche antidemocratiche del presidente turco Recep Tayyip Erdoğan.
Durante gli ottavi di finale del campionato d'Europa 2024, nel festeggiare la sua doppietta all'Austria, ha esultato verso i tifosi con un saluto richiamante quello dei Lupi Grigi, gruppo ultranazionalista legato a organizzazioni paramilitari di estrema destra e vicino alle politiche di Erdogan: il gesto gli è costato due giornate di squalifica da parte della UEFA, divenendo un caso diplomatico al di fuori dell'ambito calcistico. Nell'ottobre dello stesso anno gli hanno dedicato una statua in cui viene raffigurato lui che esulta mimando quel gesto.

## Statistiche

### Presenze e reti nei club
Statistiche aggiornate al 27 maggio 2024.
| Stagione                  | Squadra                   | Campionato                | Campionato | Campionato | Coppe nazionali | Coppe nazionali | Coppe nazionali | Coppe continentali | Coppe continentali | Coppe continentali | Altre coppe | Altre coppe | Altre coppe | Totale | Totale |
| Stagione                  | Squadra                   | Comp                      | Pres       | Reti       | Comp            | Pres            | Reti            | Comp               | Pres               | Reti               | Comp        | Pres        | Reti        | Pres   | Reti   |
| ------------------------- | ------------------------- | ------------------------- | ---------- | ---------- | --------------- | --------------- | --------------- | ------------------ | ------------------ | ------------------ | ----------- | ----------- | ----------- | ------ | ------ |
| 2016-gen. 2017            | Alcanenense               | CP                        | 12         | 0          | TdP             | 1               | 0               | -                  | -                  | -                  | -           | -           | -           | 13     | 0      |
| gen.-giu. 2017            | Sporting Lisbona B        | SL                        | 3          | 0          | -               | -               | -               | -                  | -                  | -                  | -           | -           | -           | 3      | 0      |
| 2017-2018                 | Sporting Lisbona B        | SL                        | 26         | 0          | -               | -               | -               | -                  | -                  | -                  | -           | -           | -           | 26     | 0      |
| Totale Sporting Lisbona B | Totale Sporting Lisbona B | Totale Sporting Lisbona B | 29         | 0          |                 | -               | -               |                    | -                  | -                  |             | -           | -           | 29     | 0      |
| 2017-2018                 | Sporting Lisbona          | PL                        | 0          | 0          | TdP+TdL         | 1+0             | 0               | UCL+UEL            | 0                  | 0                  | -           | -           | -           | 1      | 0      |
| 2018-gen. 2019            | Alanyaspor                | SL                        | 16         | 1          | TK              | 4               | 0               | -                  | -                  | -                  | -           | -           | -           | 20     | 1      |
| gen.-giu. 2019            | Sassuolo                  | A                         | 14         | 2          | CI              | 0               | 0               | -                  | -                  | -                  | -           | -           | -           | 14     | 2      |
| 2019-2020                 | Juventus                  | A                         | 6          | 1          | CI              | 0               | 0               | UCL                | 1                  | 0                  | SI          | 1           | 0           | 8      | 1      |
| 2020-2021                 | Juventus                  | A                         | 15         | 0          | CI              | 4               | 0               | UCL                | 5                  | 0                  | SI          | -           | -           | 24     | 0      |
| Totale Juventus           | Totale Juventus           | Totale Juventus           | 21         | 1          |                 | 4               | 0               |                    | 6                  | 0                  |             | 1           | 0           | 32     | 1      |
| 2021-2022                 | Atalanta                  | A                         | 28         | 1          | CI              | 2               | 0               | UCL+UEL            | 6+6                | 1+0                | -           | -           | -           | 42     | 2      |
| 2022-2023                 | Atalanta                  | A                         | 28         | 1          | CI              | 0               | 0               | -                  | -                  | -                  | -           | -           | -           | 28     | 1      |
| Totale Atalanta           | Totale Atalanta           | Totale Atalanta           | 56         | 2          |                 | 2               | 0               |                    | 12                 | 1                  |             | -           | -           | 70     | 3      |
| 2023-2024                 | Al-Ahli                   | SPL                       | 20         | 1          | KC              | 1               | 0               | -                  | -                  | -                  | -           | -           | -           | 21     | 1      |
| 2024-2025                 | Al-Ahli                   | SPL                       | 5          | 0          | KC              | 1               | 0               | ACL                | 2                  | 0                  | SS          | 1           | 0           | 9      | 0      |
| Totale Al-Ahli            | Totale Al-Ahli            | Totale Al-Ahli            | 25         | 1          |                 | 2               | 0               |                    | 2                  | 0                  |             | 1           | 0           | 30     | 1      |
| Totale carriera           | Totale carriera           | Totale carriera           | 173        | 7          |                 | 14              | 0               |                    | 20                 | 1                  |             | 2           | 0           | 209    | 8      |

### Cronologia presenze e reti in nazionale
| Cronologia completa delle presenze e delle reti in nazionale ― Turchia | Cronologia completa delle presenze e delle reti in nazionale ― Turchia | Cronologia completa delle presenze e delle reti in nazionale ― Turchia | Cronologia completa delle presenze e delle reti in nazionale ― Turchia | Cronologia completa delle presenze e delle reti in nazionale ― Turchia | Cronologia completa delle presenze e delle reti in nazionale ― Turchia | Cronologia completa delle presenze e delle reti in nazionale ― Turchia | Cronologia completa delle presenze e delle reti in nazionale ― Turchia |
| Data                                                                   | Città                                                                  | In casa                                                                | Risultato                                                              | Ospiti                                                                 | Competizione                                                           | Reti                                                                   | Note                                                                   |
| ---------------------------------------------------------------------- | ---------------------------------------------------------------------- | ---------------------------------------------------------------------- | ---------------------------------------------------------------------- | ---------------------------------------------------------------------- | ---------------------------------------------------------------------- | ---------------------------------------------------------------------- | ---------------------------------------------------------------------- |
| 20-11-2018                                                             | Adalia                                                                 | Turchia                                                                | 0 – 0                                                                  | Ucraina                                                                | Amichevole                                                             | -                                                                      | 85’                                                                    |
| 22-3-2019                                                              | Scutari                                                                | Albania                                                                | 0 – 2                                                                  | Turchia                                                                | Qual. Euro 2020                                                        | -                                                                      |                                                                        |
| 25-3-2019                                                              | Eskişehir                                                              | Turchia                                                                | 4 – 0                                                                  | Moldavia                                                               | Qual. Euro 2020                                                        | -                                                                      |                                                                        |
| 2-6-2019                                                               | Alanya                                                                 | Turchia                                                                | 2 – 0                                                                  | Uzbekistan                                                             | Amichevole                                                             | -                                                                      |                                                                        |
| 8-6-2019                                                               | Konya                                                                  | Turchia                                                                | 2 – 0                                                                  | Francia                                                                | Qual. Euro 2020                                                        | -                                                                      | 45+2’                                                                  |
| 11-6-2019                                                              | Reykjavík                                                              | Islanda                                                                | 2 – 1                                                                  | Turchia                                                                | Qual. Euro 2020                                                        | -                                                                      |                                                                        |
| 7-9-2019                                                               | Istanbul                                                               | Turchia                                                                | 1 – 0                                                                  | Andorra                                                                | Qual. Euro 2020                                                        | -                                                                      |                                                                        |
| 10-9-2019                                                              | Chișinău                                                               | Moldavia                                                               | 0 – 4                                                                  | Turchia                                                                | Qual. Euro 2020                                                        | -                                                                      |                                                                        |
| 11-10-2019                                                             | Istanbul                                                               | Turchia                                                                | 1 – 0                                                                  | Albania                                                                | Qual. Euro 2020                                                        | -                                                                      | 7’                                                                     |
| 14-10-2019                                                             | Saint-Denis                                                            | Francia                                                                | 1 – 1                                                                  | Turchia                                                                | Qual. Euro 2020                                                        | -                                                                      |                                                                        |
| 14-11-2019                                                             | Istanbul                                                               | Turchia                                                                | 0 – 0                                                                  | Islanda                                                                | Qual. Euro 2020                                                        | -                                                                      |                                                                        |
| 17-11-2019                                                             | Andorra la Vella                                                       | Andorra                                                                | 0 – 2                                                                  | Turchia                                                                | Qual. Euro 2020                                                        | -                                                                      | 80’                                                                    |
| 3-9-2020                                                               | Sivas                                                                  | Turchia                                                                | 0 – 1                                                                  | Ungheria                                                               | UEFA Nations League 2020-2021 - 1º turno                               | -                                                                      |                                                                        |
| 7-10-2020                                                              | Colonia                                                                | Germania                                                               | 3 – 3                                                                  | Turchia                                                                | Amichevole                                                             | -                                                                      |                                                                        |
| 11-10-2020                                                             | Mosca                                                                  | Russia                                                                 | 1 – 1                                                                  | Turchia                                                                | UEFA Nations League 2020-2021 - 1º turno                               | -                                                                      |                                                                        |
| 14-10-2020                                                             | Istanbul                                                               | Turchia                                                                | 2 – 2                                                                  | Serbia                                                                 | UEFA Nations League 2020-2021 - 1º turno                               | -                                                                      |                                                                        |
| 11-11-2020                                                             | Istanbul                                                               | Turchia                                                                | 3 – 3                                                                  | Croazia                                                                | Amichevole                                                             | -                                                                      | 54’                                                                    |
| 15-11-2020                                                             | Istanbul                                                               | Turchia                                                                | 3 – 2                                                                  | Russia                                                                 | UEFA Nations League 2020-2021 - 1º turno                               | -                                                                      | 49’                                                                    |
| 18-11-2020                                                             | Budapest                                                               | Ungheria                                                               | 2 – 0                                                                  | Turchia                                                                | UEFA Nations League 2020-2021 - 1º turno                               | -                                                                      |                                                                        |
| 27-5-2021                                                              | Alanya                                                                 | Turchia                                                                | 2 – 1                                                                  | Azerbaigian                                                            | Amichevole                                                             | -                                                                      |                                                                        |
| 3-6-2021                                                               | Paderborn                                                              | Turchia                                                                | 2 – 0                                                                  | Moldavia                                                               | Amichevole                                                             | -                                                                      |                                                                        |
| 11-6-2021                                                              | Roma                                                                   | Turchia                                                                | 0 – 3                                                                  | Italia                                                                 | Euro 2020 - 1º turno                                                   | -                                                                      | [ 43 ]                                                                 |
| 16-6-2021                                                              | Baku                                                                   | Turchia                                                                | 0 – 2                                                                  | Galles                                                                 | Euro 2020 - 1º turno                                                   | -                                                                      | 46’                                                                    |
| 20-6-2021                                                              | Baku                                                                   | Svizzera                                                               | 3 – 1                                                                  | Turchia                                                                | Euro 2020 - 1º turno                                                   | -                                                                      |                                                                        |
| 1-9-2021                                                               | Istanbul                                                               | Turchia                                                                | 2 – 2                                                                  | Montenegro                                                             | Qual. Mondiali 2022                                                    | -                                                                      |                                                                        |
| 4-9-2021                                                               | Gibilterra                                                             | Gibilterra                                                             | 0 – 3                                                                  | Turchia                                                                | Qual. Mondiali 2022                                                    | -                                                                      | 66’                                                                    |
| 7-9-2021                                                               | Amsterdam                                                              | Paesi Bassi                                                            | 6 – 1                                                                  | Turchia                                                                | Qual. Mondiali 2022                                                    | -                                                                      |                                                                        |
| 8-10-2021                                                              | Istanbul                                                               | Turchia                                                                | 1 – 1                                                                  | Norvegia                                                               | Qual. Mondiali 2022                                                    | -                                                                      |                                                                        |
| 11-10-2021                                                             | Riga                                                                   | Lettonia                                                               | 1 – 2                                                                  | Turchia                                                                | Qual. Mondiali 2022                                                    | -                                                                      | [ 43 ]                                                                 |
| 13-11-2021                                                             | Istanbul                                                               | Turchia                                                                | 6 – 0                                                                  | Gibilterra                                                             | Qual. Mondiali 2022                                                    | 1                                                                      |                                                                        |
| 16-11-2021                                                             | Podgorica                                                              | Montenegro                                                             | 1 – 2                                                                  | Turchia                                                                | Qual. Mondiali 2022                                                    | -                                                                      |                                                                        |
| 24-3-2022                                                              | Porto                                                                  | Portogallo                                                             | 3 – 1                                                                  | Turchia                                                                | Qual. Mondiali 2022                                                    | -                                                                      | 76’                                                                    |
| 29-3-2022                                                              | Konya                                                                  | Turchia                                                                | 2 – 3                                                                  | Italia                                                                 | Amichevole                                                             | -                                                                      |                                                                        |
| 4-6-2022                                                               | Istanbul                                                               | Turchia                                                                | 4 – 0                                                                  | Fær Øer                                                                | UEFA Nations League 2022-2023 - 1º turno                               | 1                                                                      |                                                                        |
| 11-6-2022                                                              | Lussemburgo                                                            | Lussemburgo                                                            | 0 – 2                                                                  | Turchia                                                                | UEFA Nations League 2022-2023 - 1º turno                               | -                                                                      |                                                                        |
| 25-3-2023                                                              | Erevan                                                                 | Armenia                                                                | 1 – 2                                                                  | Turchia                                                                | Qual. Euro 2024                                                        | -                                                                      | 42’ 46’                                                                |
| 28-3-2023                                                              | Bursa                                                                  | Turchia                                                                | 0 – 2                                                                  | Croazia                                                                | Qual. Euro 2024                                                        | -                                                                      |                                                                        |
| 16-6-2023                                                              | Riga                                                                   | Lettonia                                                               | 2 – 3                                                                  | Turchia                                                                | Qual. Euro 2024                                                        | -                                                                      |                                                                        |
| 19-6-2023                                                              | Samsun                                                                 | Turchia                                                                | 2 – 0                                                                  | Galles                                                                 | Qual. Euro 2024                                                        | -                                                                      | 47’                                                                    |
| 8-9-2023                                                               | Eskişehir                                                              | Turchia                                                                | 1 – 1                                                                  | Armenia                                                                | Qual. Euro 2024                                                        | -                                                                      | 90+3’                                                                  |
| 12-9-2023                                                              | Genk                                                                   | Giappone                                                               | 4 – 2                                                                  | Turchia                                                                | Amichevole                                                             | -                                                                      | 46’                                                                    |
| 26-3-2024                                                              | Vienna                                                                 | Austria                                                                | 6 – 1                                                                  | Turchia                                                                | Amichevole                                                             | -                                                                      |                                                                        |
| 4-6-2024                                                               | Bologna                                                                | Italia                                                                 | 0 – 0                                                                  | Turchia                                                                | Amichevole                                                             | -                                                                      | 42’                                                                    |
| 10-6-2024                                                              | Varsavia                                                               | Polonia                                                                | 2 – 1                                                                  | Turchia                                                                | Amichevole                                                             | -                                                                      | 61’                                                                    |
| 18-6-2024                                                              | Dortmund                                                               | Turchia                                                                | 3 – 1                                                                  | Georgia                                                                | Euro 2024 - 1º turno                                                   | -                                                                      | 79’                                                                    |
| 22-6-2024                                                              | Dortmund                                                               | Turchia                                                                | 0 – 3                                                                  | Portogallo                                                             | Euro 2024 - 1º turno                                                   | -                                                                      | 75’                                                                    |
| 26-6-2024                                                              | Amburgo                                                                | Rep. Ceca                                                              | 1 – 2                                                                  | Turchia                                                                | Euro 2024 - 1º turno                                                   | -                                                                      |                                                                        |
| 2-7-2024                                                               | Lipsia                                                                 | Austria                                                                | 1 – 2                                                                  | Turchia                                                                | Euro 2024 - Ottavi di finale                                           | 2                                                                      |                                                                        |
| 9-9-2024                                                               | Smirne                                                                 | Turchia                                                                | 3 – 1                                                                  | Islanda                                                                | UEFA Nations League 2024-2025 - 1º turno                               | -                                                                      |                                                                        |
| 11-10-2024                                                             | Samsun                                                                 | Turchia                                                                | 1 – 0                                                                  | Montenegro                                                             | UEFA Nations League 2024-2025 - 1º turno                               | -                                                                      |                                                                        |
| 14-10-2024                                                             | Reykjavík                                                              | Islanda                                                                | 2 – 4                                                                  | Turchia                                                                | UEFA Nations League 2024-2025 - 1º turno                               | -                                                                      | 35’                                                                    |
| 16-11-2024                                                             | Kayseri                                                                | Turchia                                                                | 0 – 0                                                                  | Galles                                                                 | UEFA Nations League 2024-2025 - 1º turno                               | -                                                                      |                                                                        |
| 19-11-2024                                                             | Nikšić                                                                 | Montenegro                                                             | 3 – 1                                                                  | Turchia                                                                | UEFA Nations League 2024-2025 - 1º turno                               | -                                                                      | 79’                                                                    |
| 7-6-2025                                                               | East Hartford                                                          | Stati Uniti                                                            | 1 – 2                                                                  | Turchia                                                                | Amichevole                                                             | -                                                                      |                                                                        |
| 10-6-2025                                                              | Chapel Hill                                                            | Messico                                                                | 1 – 0                                                                  | Turchia                                                                | Amichevole                                                             | -                                                                      | 45+3’                                                                  |
| Totale                                                                 |                                                                        | Presenze                                                               | 55                                                                     |                                                                        | Reti                                                                   | 4                                                                      |                                                                        |

| Cronologia completa delle presenze e delle reti in nazionale ― Turchia under 21 | Cronologia completa delle presenze e delle reti in nazionale ― Turchia under 21 | Cronologia completa delle presenze e delle reti in nazionale ― Turchia under 21 | Cronologia completa delle presenze e delle reti in nazionale ― Turchia under 21 | Cronologia completa delle presenze e delle reti in nazionale ― Turchia under 21 | Cronologia completa delle presenze e delle reti in nazionale ― Turchia under 21 | Cronologia completa delle presenze e delle reti in nazionale ― Turchia under 21 | Cronologia completa delle presenze e delle reti in nazionale ― Turchia under 21 |
| Data                                                                            | Città                                                                           | In casa                                                                         | Risultato                                                                       | Ospiti                                                                          | Competizione                                                                    | Reti                                                                            | Note                                                                            |
| ------------------------------------------------------------------------------- | ------------------------------------------------------------------------------- | ------------------------------------------------------------------------------- | ------------------------------------------------------------------------------- | ------------------------------------------------------------------------------- | ------------------------------------------------------------------------------- | ------------------------------------------------------------------------------- | ------------------------------------------------------------------------------- |
| 10-11-2016                                                                      | Berlino                                                                         | Germania under 21                                                               | 1 – 0                                                                           | Turchia under 21                                                                | Amichevole                                                                      | -                                                                               |                                                                                 |
| 31-8-2017                                                                       | Praga                                                                           | Rep. Ceca under 21                                                              | 1 – 1                                                                           | Turchia under 21                                                                | Amichevole                                                                      | -                                                                               |                                                                                 |
| 5-9-2017                                                                        | Oud-Heverlee                                                                    | Belgio under 21                                                                 | 0 – 0                                                                           | Ungheria under 21                                                               | Qual. Europeo Under-21 2019                                                     | -                                                                               |                                                                                 |
| 5-10-2017                                                                       | Larnaca                                                                         | Cipro under 21                                                                  | 2 – 1                                                                           | Turchia under 21                                                                | Qual. Europeo Under-21 2019                                                     | -                                                                               |                                                                                 |
| 10-10-2017                                                                      | Istanbul                                                                        | Turchia under 21                                                                | 0 – 0                                                                           | Ungheria under 21                                                               | Qual. Europeo Under-21 2019                                                     | -                                                                               |                                                                                 |
| 10-11-2017                                                                      | Ta' Qali                                                                        | Malta under 21                                                                  | 0 – 1                                                                           | Turchia under 21                                                                | Qual. Europeo Under-21 2019                                                     | -                                                                               |                                                                                 |
| 14-11-2017                                                                      | Istanbul                                                                        | Turchia under 21                                                                | 1 – 2                                                                           | Belgio under 21                                                                 | Qual. Europeo Under-21 2019                                                     | -                                                                               |                                                                                 |
| 23-3-2018                                                                       | Adalia                                                                          | Turchia under 21                                                                | 0 – 3                                                                           | Svezia under 21                                                                 | Qual. Europeo Under-21 2019                                                     | -                                                                               |                                                                                 |
| 27-3-2018                                                                       | Adalia                                                                          | Turchia under 21                                                                | 4 – 2                                                                           | Malta under 21                                                                  | Qual. Europeo Under-21 2019                                                     | -                                                                               |                                                                                 |
| Totale                                                                          |                                                                                 | Presenze                                                                        | 9                                                                               |                                                                                 | Reti                                                                            | 0                                                                               |                                                                                 |

## Palmarès

### Club

#### Competizioni nazionali
- Campionato italiano: 1

Juventus: 2019-2020
- Supercoppa italiana: 1

Juventus: 2020
- Coppa Italia: 1

Juventus: 2020-2021

#### Competizioni internazionali
- AFC Champions League Elite: 1

Al-Ahli: 2024-2025